# Mickaël Pagis
Mickaël Pagis (Angers, Francia; 17 de agosto de 1973) es un exfutbolista profesional francés.

## Vida personal
Es el padre de Pablo Pagis, actual futbolista del Lens.

## Clubes
| Club                      | País    | Año       |
| ------------------------- | ------- | --------- |
| Laval                     | Francia | 1993-1998 |
| SO Châtellerault (cedido) | Francia | 1995-1996 |
| Gazélec Ajaccio           | Francia | 1998-1999 |
| Nîmes                     | Francia | 1999-2001 |
| FC Sochaux                | Francia | 2001-2004 |
| RC Estrasburgo            | Francia | 2004-2005 |
| Olympique de Marsella     | Francia | 2006-2007 |
| Rennes                    | Francia | 2007-2010 |

## Palmarés

### Títulos nacionales
| Título          | Club           | País    | Año  |
| --------------- | -------------- | ------- | ---- |
| Ligue 2         | FC Sochaux     | Francia | 2001 |
| Copa de la Liga | FC Sochaux     | Francia | 2004 |
| Copa de la Liga | RC Estrasburgo | Francia | 2005 |

## Distinciones individuales
| Distinción                    | Año  |
| ----------------------------- | ---- |
| Jugador del año de la Ligue 2 | 2000 |